# Генчићева кућа у Београду
Генчићева кућа у Београду, налази се у Крунској улици 51 и представља непокретно културно добро као споменик културе.

## Архитектура
Кућа је подигнута као породична кућа Ђорђа Генчића, индустијалца и политичара, сведока и актера у политичком животу Србије у последњим деценијама 19. века.
Подигнута је између 1927. и 1929. године, према пројекту архитекте Драгише Брашована који је почетком двадесетих година 20. века прешао из Будимпеште у Зрењанин и Београд. Са колегама Миланом Секулићем и М. Петровићем - Обућином основао је пројектантско-извођачки биро „Архитект“. Брашован је пре ове виле пројектовао и реализовао неколико запажених објеката који су га учинили веома познатим градитељем приватних кућа у Београду, а и шире.
Генчићева вила налази се на углу улица Проте Матеје и Крунске улице. Зидање зграде започето је у јуну 1927. године, а завршено је децембра 1929. Зграда је конципирана је као грађевина кубичног волумена, са академски рашчлањеном фасадом, којом доминира улазни део, решена у форми тријумфалног лука. По својим карактеристикама, зграда припада групи објеката на којима је архитекта Брашован започео процес постепеног модернизовања академских форми, који се пре свега огледа у истом третману свих фасада грађевине. Фасада је оживљена правилним распоредом прозорских ниша и паровима удвојених стубова са јонским капителима. Равнотежом маса и сведеношћу декорације наговештено је приближавање модерном архитектонском изразу.
Када је реч о ентеријеру, у приземљу се налазила трпезарија, кухиња, салон и други простори за пријем гостију. На спрату су биле собе за спавање, кабинет за рад и купатило. Све просторије су груписане око централног хола окренутог ка улици Проте Матеје, а својом висином обухватао је и први спрат. Извођење радова било је поверено бироу инж. Милана Јовановића и Радомира Златичанина. Првобитни пројекат је у току грађења мењан, највише због тога што је локација објекта била у извесном нескладу са улазним партијама које су захтевале већу предбашту. Зграда је до пред Други светски рат била приватна породична кућа. У фебруару 1940. у њој је отворен Институт за италијанску културу, са јавно доступном библиотеком, предавањем га је отворио италијански министар образовања Ђузепе Ботаи.
- Архитектонски детаљи Генчићеве куће

## Музеј Николе Тесле
Од 1952. године у згради је смештен Музеј Николе Тесле, посвећен животу и делу чувеног светског научника. Музеј чува обимну Теслину научну и личну заоставштину.